# Kangmar
Kangmar (chữ Tạng: ཁང་དམར་རྫོང་; Wylie: khang dmar rdzong; ZWPY: Kangmar Zong; tiếng Trung: 康马县; bính âm: Kāngmǎ Xiàn, Hán Việt: Khang Mã huyện) là một huyện của địa khu Xigazê (Nhật Khách Tắc), khu tự trị Tây Tạng, Trung Quốc. Hồ Gala Co nằm trên địa bàn huyenej Kangmar.

### Trấn
- Khang Mã (康马镇)

### Hương
| - Niết Như Mạch (涅如麦乡) - Niết Như Đôi (涅如堆乡) - Dát Lạp (嘎拉乡) - Sa Mã Đạt (莎玛达乡) | - Khang Như (康如乡) - Thiếu Cương (少岗乡) - Nam Ni (南尼乡) - Hùng Chương (雄章乡) |